# Passabarrancs comú
El passabarrancs comú (Cordulegaster boltonii) és una espècie d'odonat anisòpter de la família Cordulegastridae.

## Identificació

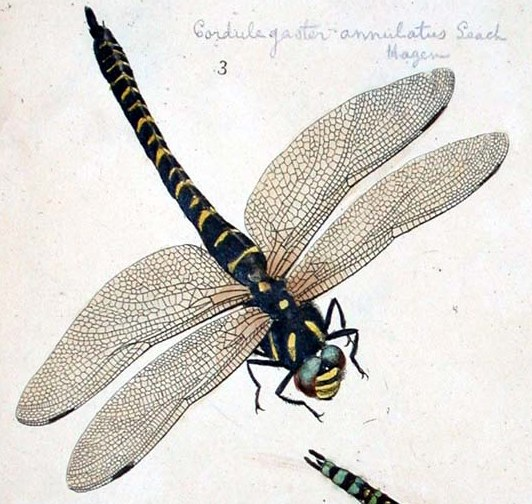
Primera descripció de l'espècie per Moses Harris, 1766, qui tanmateix erròniament el va identificar com Onychogomphus forcipatus.

Són fàcilment identificats per les seves ratlles grogues i negres. És una espècie molt gran, els mascles fan uns 74 mm i les femelles més grans 84 mm. Fan fins a 101 mm d'envergadura alar.

## Larves
La femella pon els ous en aigües superficials. Les larves peludes viuen en el fons i es camuflen en el llim. Emergeixen després d'aproximadament 2-5 anys, normalment durant les hores de foscor.

## Comportament
Sovint es veuen volant tranquil·lament sobre els rierols de muntanya o un riu; també, de tant en tant, apareixen en estanys. També solen ser vistos volant sobre erms.
Les seves ratlles grogues i negres brillants fan que siguin fàcils d'identificar, fins i tot des d'una distància considerable.
S'alimenten principalment d'insectes, tant de petites preses com mosques, fins a papallones o borinots. Són insectes molt acrobàtics que de vegades volen molt alt en el cel.

## Distribució
És l'única espècie del gènere Cordulegaster que ocupa una gran part d'Europa: Europa Occidental, gran part d'Europa del Nord, Europa central, probablement fins als Urals a l'est.
És una espècie present a Catalunya i a la península Ibèrica.

## Galeria

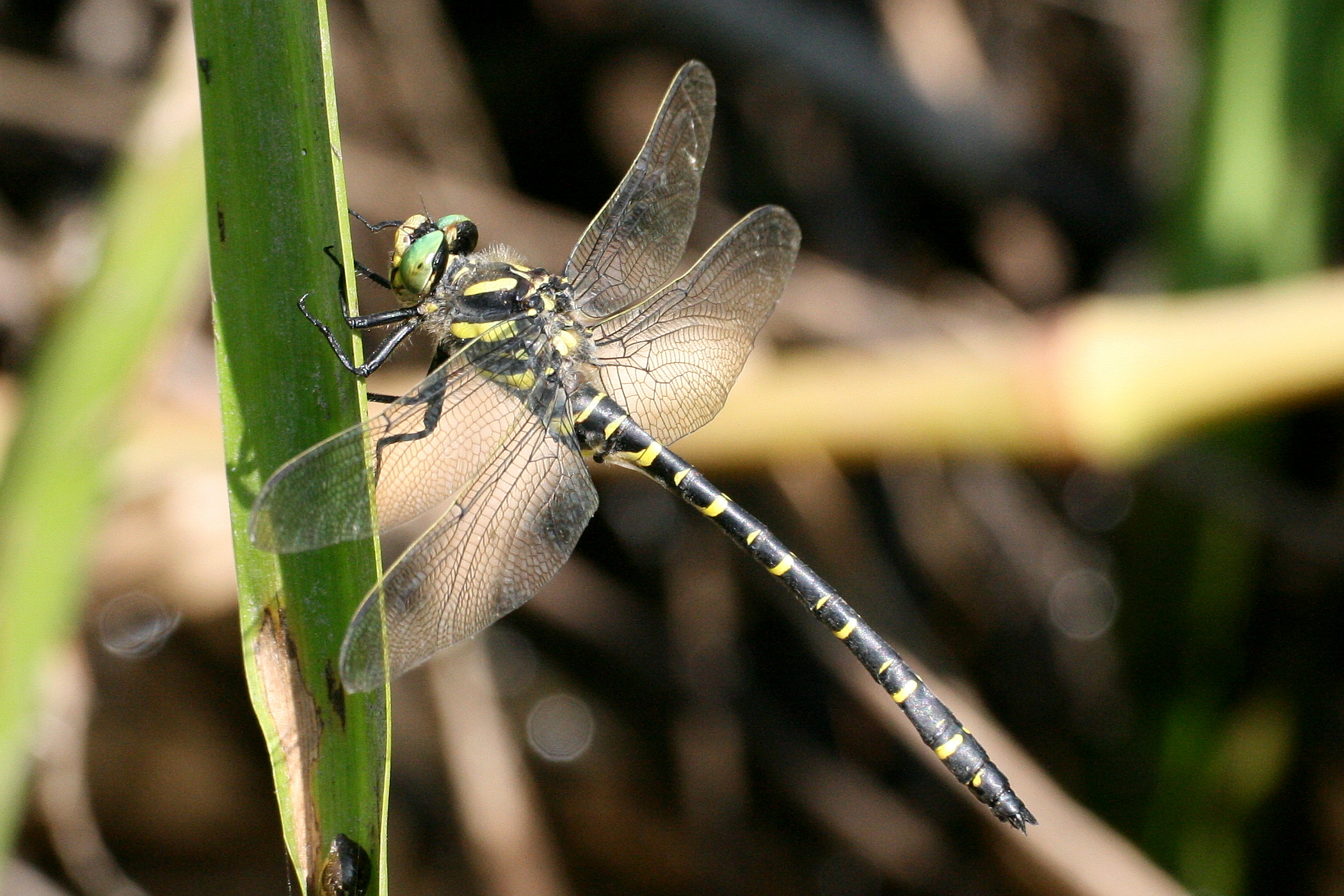
Mascle
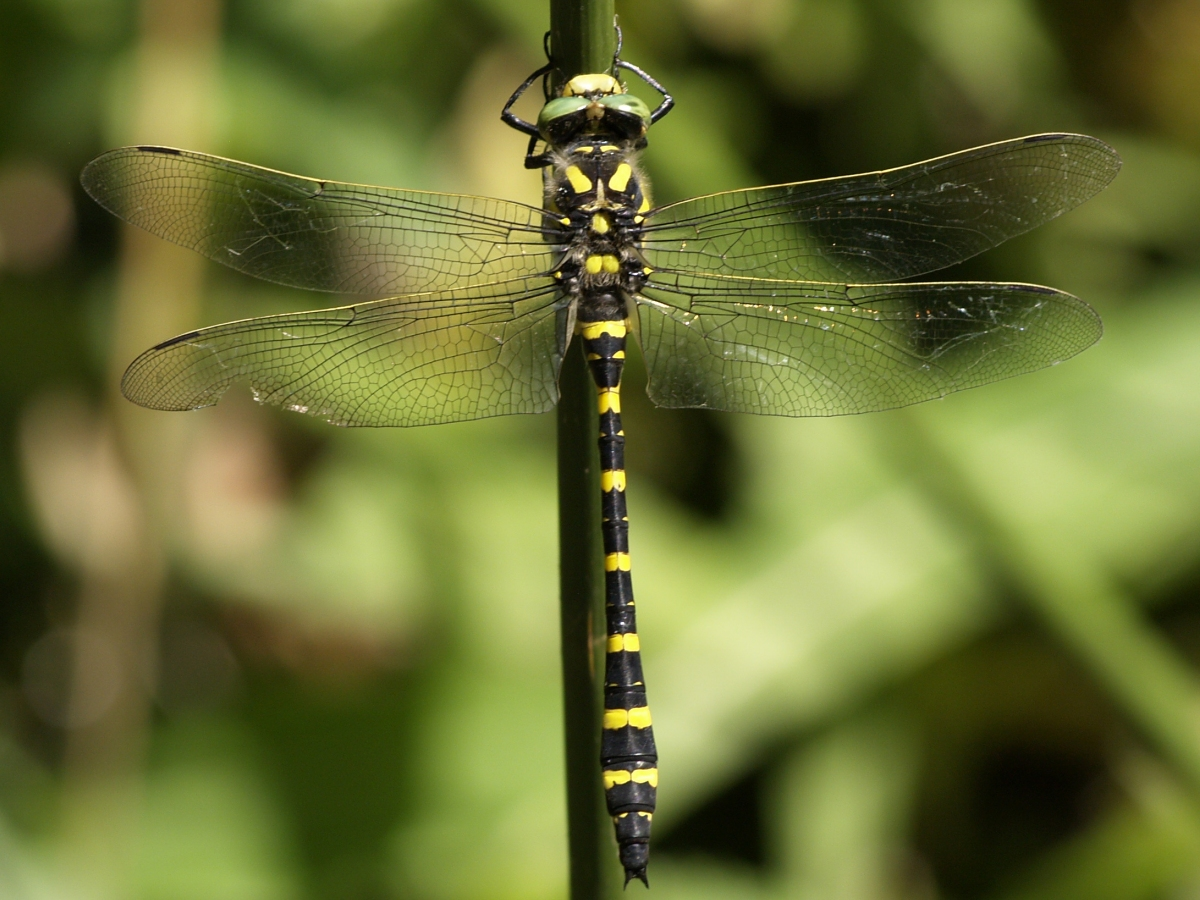
Mascle
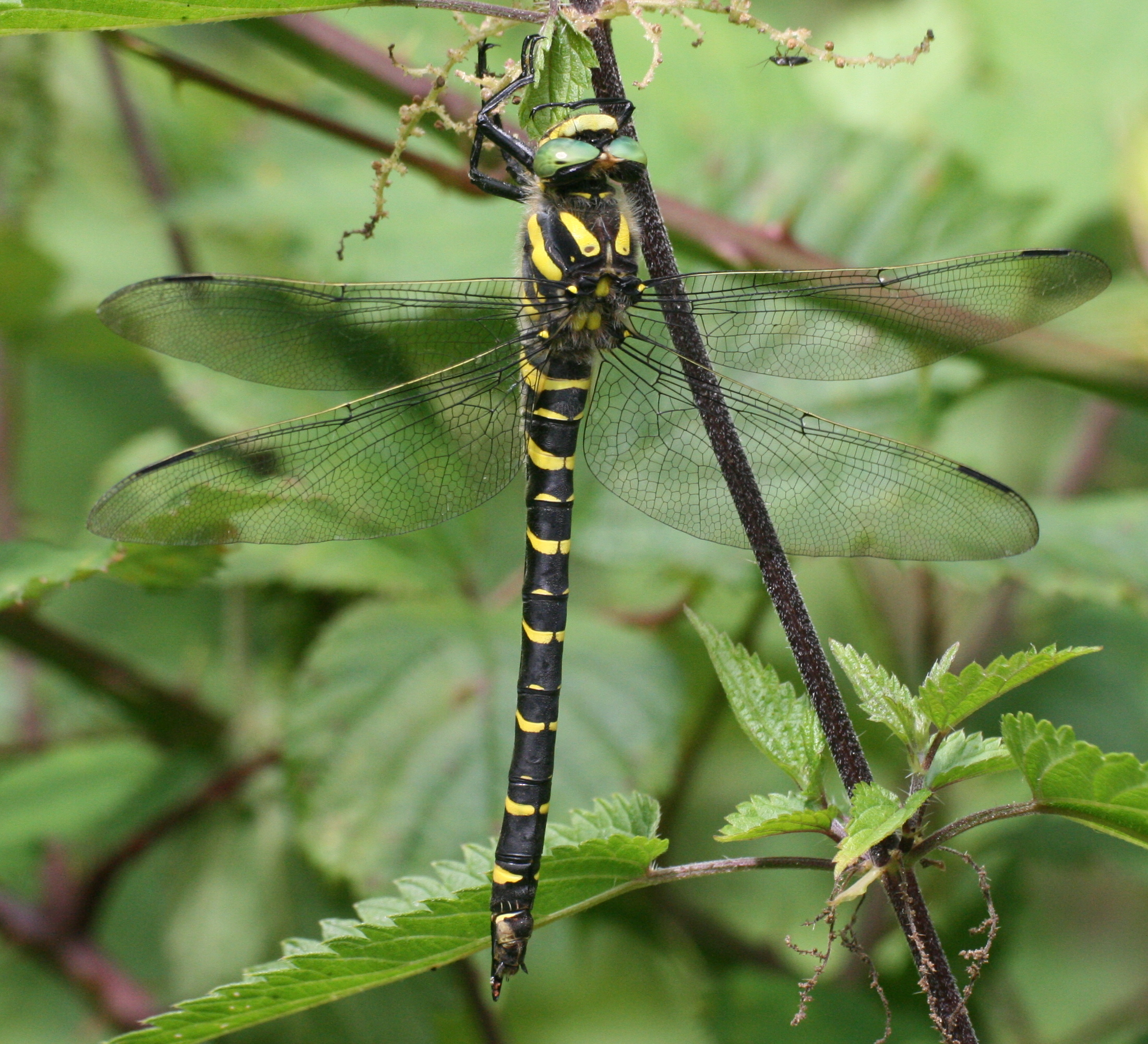
Femella
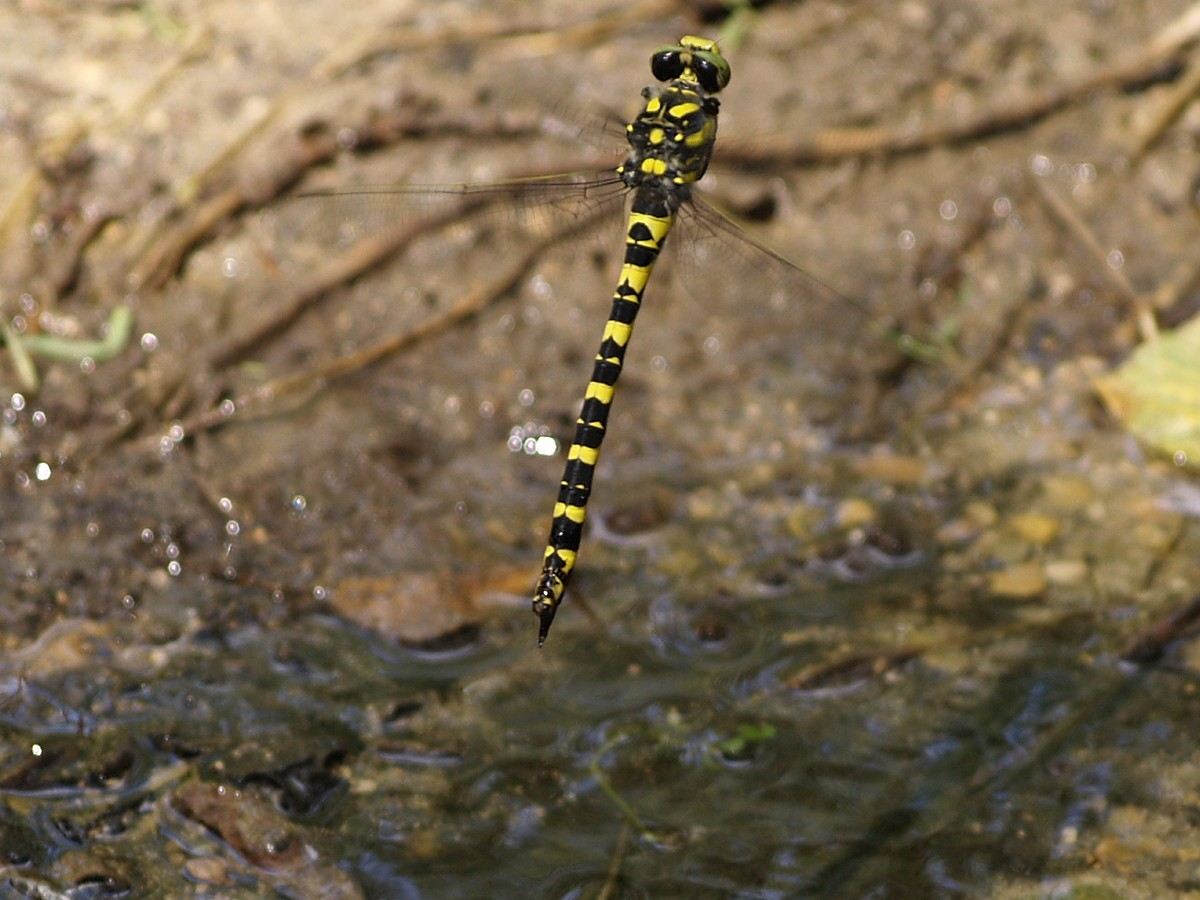
Femella fent la posta
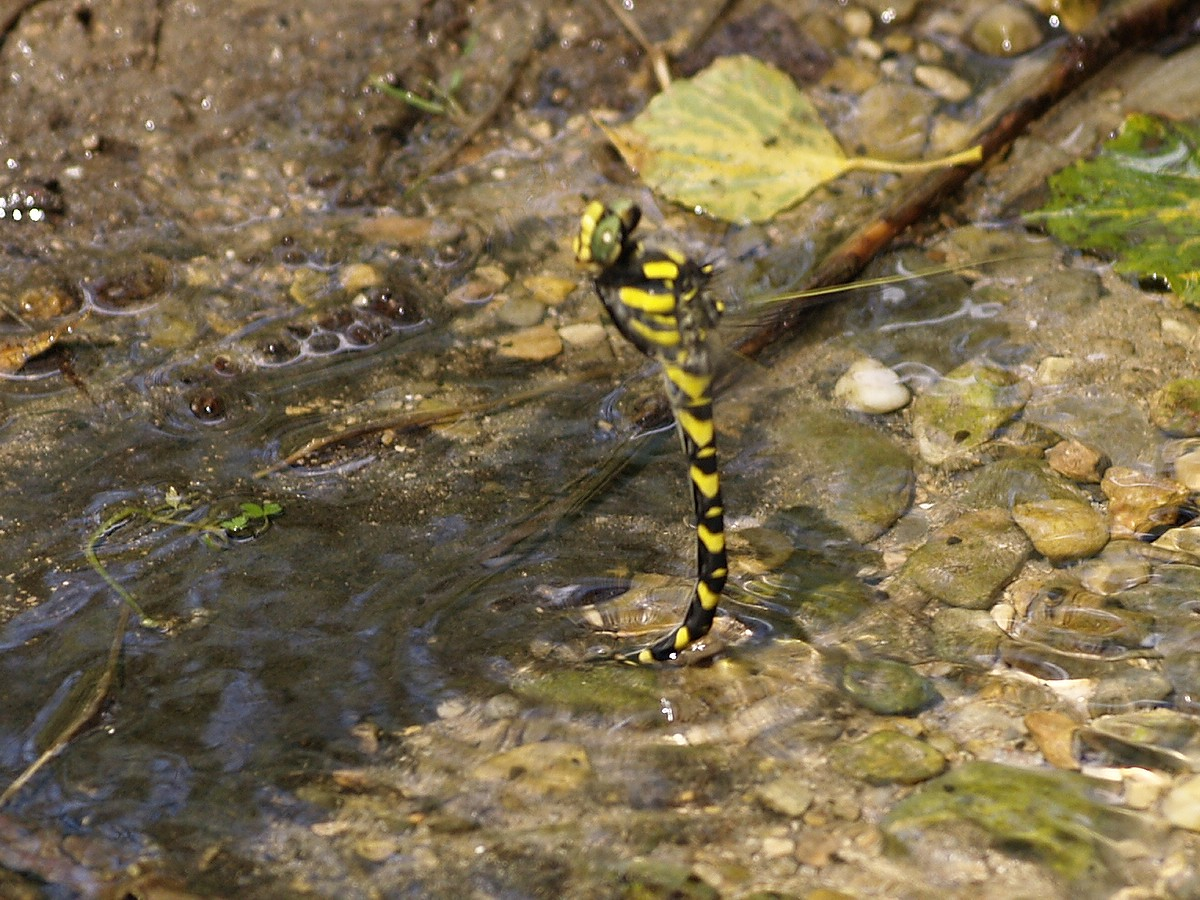
Femella fent la posta
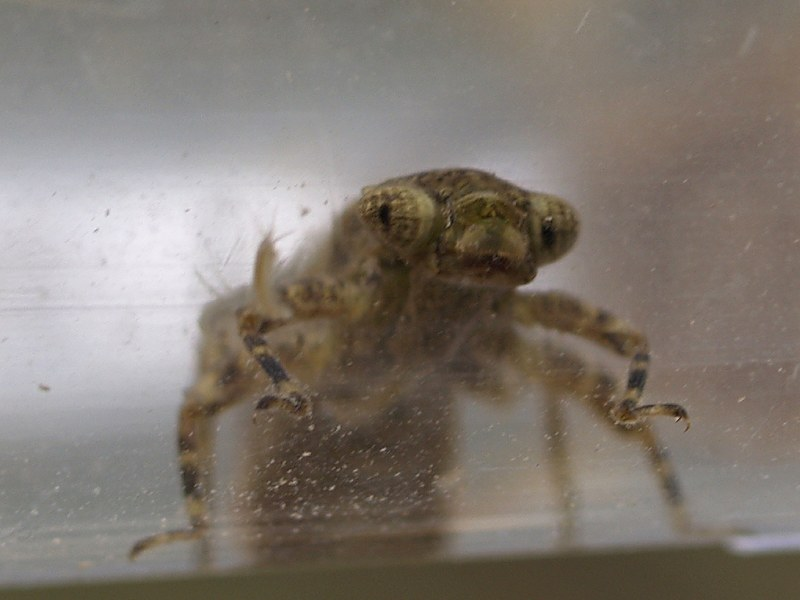
Larva
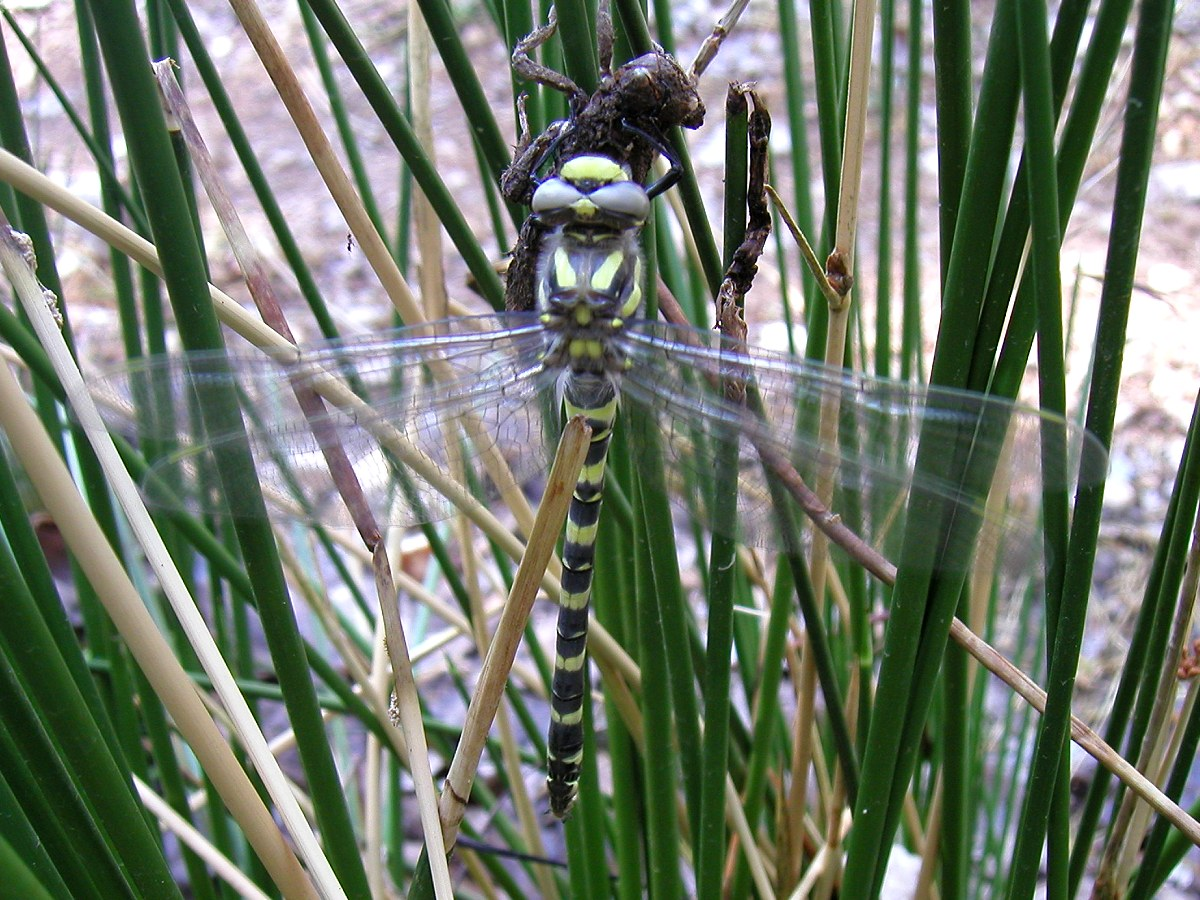
Emergència
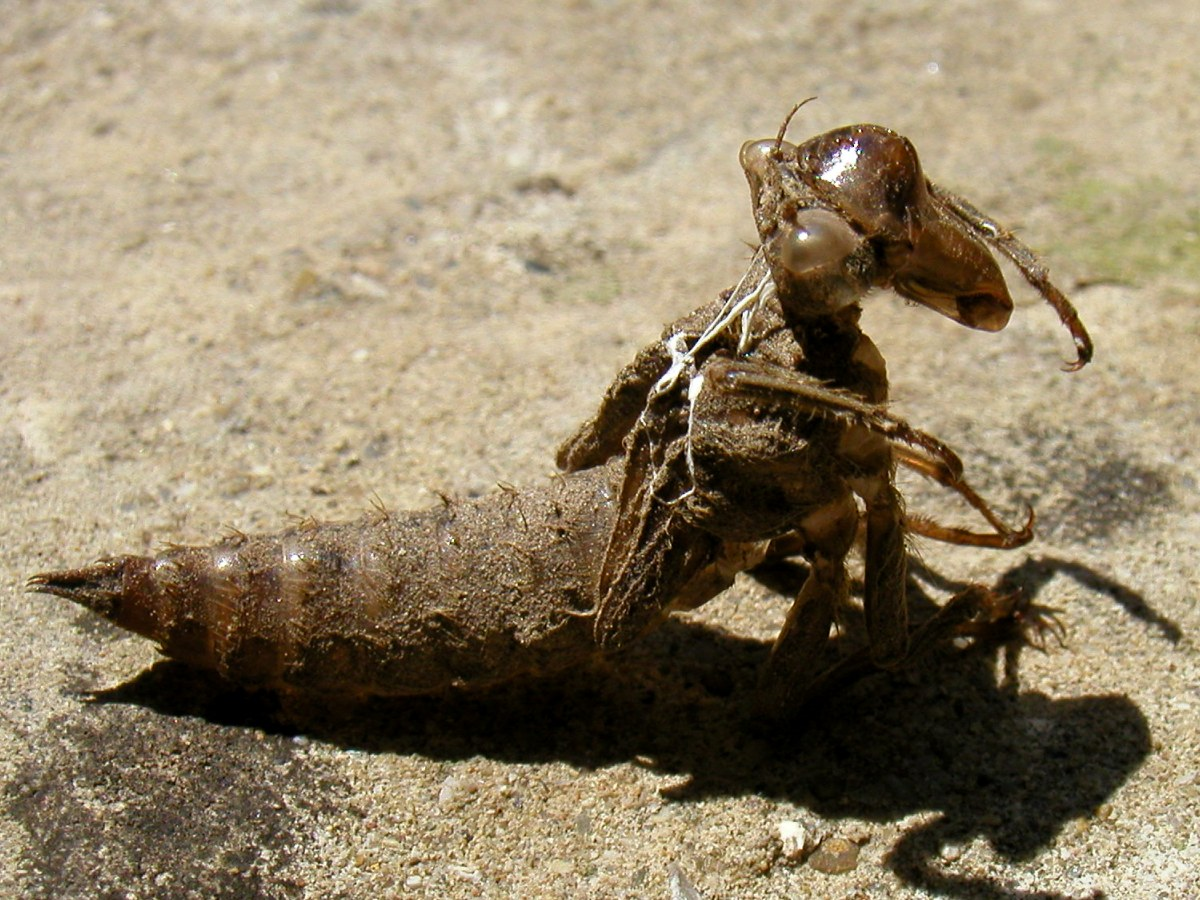
Exúvia